# John Gretton
John Gretton, 1r Baró de Gretton (Newton Solney, Derbyshire, 1 de setembre de 1867 - Melton Mowbray, 2 de juny de 1947) CBE (1919), VD, TD, PC (1926), JP, DL Leics, Derbys, fou un home de negocis i polític conservador anglès. El 1900 guanyà dues medalles d'or als Jocs de París com a regatista.
Gretton estudià al Harrow School, a Harrow, Londres. Va ser nomenat president de Bass, Ratcliff i Gretton Ltd, els cervesers de Burton-upon-Trent el 1908 i on va treballar fins a 1945.
Gretton va servir com a tinent-coronel i coronel del 6è batalló del regiment de North Staffordshire del Territorial Army a partir de 1907. Amb l'esclat de la Primera Guerra Mundial va ser confirmat com a coronel temporal al comandament del batalló. El 1920 el Ministeri de Defensa va designar-lo tinent coronel a la reserva per ser desmobilitzar el 1922.
El 1895 fou escollit com a membre de la Cambra dels Comuns com a parlamentari (MP) per Derbyshire South, un seient que va ocupar fins a 1906. Posteriorment representà Rutland entre 1907 i 1918 i Burton, entre 1918 i 1943, quan va ser nomenat Oficial de l'Orde de Sant Joan. El 1919 va rebre l'Orde de l'Imperi Britànic amb el grau de Comandant i el 1926 fou admès al Consell Privat. El 1944 rebé el títol de baró de Gretton, de Stapleford al comtat de Leicester.
El 1900 va prendre part en els Jocs Olímpics de París on participà en tres proves del programa de vela. Guanyà dues medalles d'or, en la modalitat de classe oberta i en la primera cursa de la modalitat de ½ a 1 tona, junt a Lorne Currie, Linton Hope i Algernon Maudslay, mentre en la segona cursa de ½ a 1 tona fou quart.